# Princesse Yasuko
La princesse Yasuko (媞子内親王, Teishi (Yasuko) Naishinō), 10 mai 1076 – 27 août 1096, est une saiō et puis impératrice du Japon, belle-mère de l'empereur Horikawa et fille de l'empereur Shirakawa.